# Леоннат
Леоннат (дав.-гр. Λεόννατος; 356—322 гг. до н. е.) — один з семи охоронців Александра Великого, котрий за часів діадохів став правителем Фригії на Геллеспонті.

## Біографія
Леоннат, син Антея, походив із знатного роду Лінкестидів і виховувався разом з Александром у Пеллі. Леоннат служив охоронцем Філіппа II і був одним з тих, хто наздогнав і заколов вбивцю Філіппа — Павсанія. Разом з Александром Леоннат вирушив на схід у похід проти Персії і спочатку виконував функції довіреної офіцера. У 331 до н. е. під час перебування в Єгипті Александр наблизив і призначив його своїм особистим охоронцем, а в 327 до н. е. йому довіряють командувати військовими підрозділами, і з тих пір Леоннат стає одним з полководців Александра. У наступному році при облозі фортеці в землях аспасіїв Леоннат отримав поранення. В Індії, при штурмі міста маллів, Леоннат врятував життя басилевса, закриваючи пораненого щитом.
Після смерті Александра у 323 до н. е. Пердікка призначив Леонната сатрапом Геллеспонтської Фригії, а весною 322 до н. е. Леоннат із загоном військ у 20 тисяч піхоти і 1500 кінноти вдерся у Грецію щоб допомогти Антипатру, котрого у Ламії тримали в облозі грецькі війська.  У той же час Клеопатра, сестра Александра Великого, запропонувала руку Леоннату у обмін за допомогу проти Антипатра. Однак весілля не сталося. У Фессалії відбувся бій з повсталими греками під командуванням афінського полководця Антифіла, де Леоннат особисто очолив кінноту. Греки розгромили македонську кавалерію, а сам Леоннат помер під час битви.